# Мідлотіан (Іллінойс)
Мідлотіан (англ. Midlothian) — селище (англ. village) в США, в окрузі Кук штату Іллінойс. Населення — 14 325 осіб (2020).

## Географія
Мідлотіан розташований за координатами 41°37′32″ пн. ш. 87°43′27″ зх. д. / 41.62556° пн. ш. 87.72417° зх. д. (41.625428, -87.724233).  За даними Бюро перепису населення США в 2010 році селище мало площу 7,30 км², уся площа — суходіл.

### Клімат
| Клімат : Мідлотіан    | Клімат : Мідлотіан | Клімат : Мідлотіан | Клімат : Мідлотіан | Клімат : Мідлотіан | Клімат : Мідлотіан | Клімат : Мідлотіан | Клімат : Мідлотіан | Клімат : Мідлотіан | Клімат : Мідлотіан | Клімат : Мідлотіан | Клімат : Мідлотіан | Клімат : Мідлотіан | Клімат : Мідлотіан |
| Показник              | Січ.               | Лют.               | Бер.               | Квіт.              | Трав.              | Черв.              | Лип.               | Серп.              | Вер.               | Жовт.              | Лист.              | Груд.              | Рік                |
| Середній максимум, °C | −1,1               | 1,7                | 7,8                | 15,0               | 21,1               | 26,7               | 28,9               | 27,8               | 23,9               | 17,2               | 8,9                | 1,7                | 15,0               |
| Середній мінімум, °C  | −10                | −7,8               | −2,2               | 3,9                | 9,4                | 15,0               | 17,8               | 16,7               | 12,8               | 5,6                | 0,0                | −6,1               | 4,6                |
| --------------------- | ------------------ | ------------------ | ------------------ | ------------------ | ------------------ | ------------------ | ------------------ | ------------------ | ------------------ | ------------------ | ------------------ | ------------------ | ------------------ |

## Демографія
Згідно з переписом 2010 року, у селищі мешкало 14 819 осіб у 5201 домогосподарстві у складі 3714 родин. Густота населення становила 2030 осіб/км².  Було 5501 помешкання (753/км²).
Расовий склад населення:
| - 74,1 % — білих - 11,2 % — чорних або афроамериканців - 1,5 % — азіатів - 0,3 % — корінних американців - 9,9 % — осіб інших рас |

До двох чи більше рас належало 2,9 %. Частка іспаномовних становила 20,5 % від усіх жителів.
За віковим діапазоном населення розподілялося таким чином: 26,5 % — особи молодші 18 років, 63,9 % — особи у віці 18—64 років, 9,6 % — особи у віці 65 років та старші. Медіана віку мешканця становила 34,8 року. На 100 осіб жіночої статі у селищі припадало 99,2 чоловіків;  на 100 жінок у віці від 18 років та старших — 96,2 чоловіків також старших 18 років.
Середній дохід на одне домашнє господарство  становив 70 024 долари США (медіана — 62 351), а середній дохід на одну сім'ю — 79 987 доларів (медіана — 70 748). Медіана доходів становила 49 960 доларів для чоловіків та 44 671 долар для жінок. За межею бідності перебувало 11,6 % осіб, у тому числі 18,9 % дітей у віці до 18 років та 1,9 % осіб у віці 65 років та старших.
Цивільне працевлаштоване населення становило 7363 особи. Основні галузі зайнятості: освіта, охорона здоров'я та соціальна допомога — 21,8 %, роздрібна торгівля — 13,4 %, мистецтво, розваги та відпочинок — 10,9 %, науковці, спеціалісти, менеджери — 9,4 %.